# Pulaski (Tennessee)
Pulaski è una città ed è il capoluogo della contea di Giles, Tennessee, Stati Uniti. La popolazione era di 7 870 abitanti al censimento del 2010. La città prende questo nome in onore di Kazimierz Pułaski, uno statunitense di origini polacche, eroe nella rivoluzione americana.
Durante i primi anni della Ricostruzione, alla fine del 1865, fu il luogo dove i veterani confederati organizzarono il primo capitolo di quello che divenne in seguito noto come Ku Klux Klan.

## Geografia fisica
Secondo l'Ufficio del censimento degli Stati Uniti, ha una superficie totale di 7,22 mi² (18,70 km²).

## Storia
Pulaski fu fondata nel 1809.
Durante la guerra civile americana, l'area di Pulaski fu teatro di numerose schermaglie durante la campagna di Franklin-Nashville. Le truppe dell'Unione occuparono lo stato dal 1862. Nel 1863, il corriere confederato Sam Davis venne impiccato a Pulaski dall'Esercito dell'Unione per sospetto di spionaggio.
Alla fine del 1865, durante i primi giorni dell'era della Ricostruzione, la città fu il luogo della fondazione del primo Ku Klux Klan (KKK) da parte di sei veterani dell'esercito confederato dal Tennessee. John C. Lester, John B. Kennedy, James R. Crowe, Frank O. McCord, Richard R. Reed e J. Calvin Jones fondarono il KKK a Pulaski il 24 dicembre 1865 nell'ufficio del Giudice Thomas M. Jones, come riportato anche su una delle targhe commemorative, sulla facciata di uno degli edifici del centro di Pulaski. La targa fu scoperta il 21 maggio 1917 dalla vedova del capitano Kennedy, l'ultimo dei sei fondatori a passare a miglior vita, creando regole per una società segreta per la supremazia della "razza" bianca. 
Gli insorti bianchi erano determinati a mantenere la supremazia bianca e a combattere segretamente contro l'avanzamento politico dei liberti e dei bianchi simpatizzanti. Il capitolo del KKK fu rapidamente organizzato in altre parti dello stato e del Sud. I membri del KKK spesso attaccavano le loro vittime di notte, per aumentare l'intimidazione di minacce e aggressioni. Si sono verificati anche altri episodi di violenza razziale contro i neri. La rivolta di Pulaski fu una rivolta iniziata dai bianchi contro i neri, avvenuta a Pulaski, nell'inverno del 1868.
Il Martin Methodist College fu fondato a Pulaski nel 1870 per gli studenti bianchi nell'area.

## Società

### Evoluzione demografica
Secondo il censimento del 2010, la popolazione era di 7 870 abitanti.

### Etnie e minoranze straniere
Secondo il censimento del 2010, la composizione etnica della città era formata dal 71,0% di bianchi, il 24,4% di afroamericani, lo 0,2% di nativi americani, lo 0,6% di asiatici, lo 0,1% di oceanici, l'1,0% di altre razze, e il 2,7% di due o più razze. Ispanici o latinos di qualunque razza erano il 2,1% della popolazione.